# 東奥文学賞
東奥文学賞（とうおうぶんがくしょう）は、日本の文学賞。

## 概要
2008年12月6日、東奥日報社が創刊120周年を記念して創設した。新人の発掘・育成を主眼として、青森県内在住者または県出身者を対象に、題材・ジャンルを問わず400字詰め原稿用紙100枚以内の未発表の小説が募集されている。前途有為な新人を発掘・育成し、本県から文学作品を発信することを目的としている。東奥日報社が主催している。隔年で開催されている。最終選考は、ともに弘前市出身で直木賞作家の長部日出雄、文芸評論家の三浦雅士が行っている。大賞受賞者には、賞金として100万円が贈られる。贈呈式は、東奥日報社で行われている。

## 受賞作一覧
| 回（年）        | 応募総数 | 賞   | 受賞作             | 著者       |
| --------------- | -------- | ---- | ------------------ | ---------- |
| 第1回（2011年） | 108編    | 大賞 | 「ロングドライブ」 | 世良啓     |
| 第1回（2011年） | 108編    | 次点 | 「碧の追想」       | 柳田創     |
| 第1回（2011年） | 108編    | 次点 | 「恋唄」           | 田邊奈津子 |
| 第2回（2013年） | 85編     | 大賞 | 「早春の翼」       | 田邊奈津子 |
| 第2回（2013年） | 85編     | 次点 | 「雨やどり」       | 髙森美由紀 |
| 第3回（2015年） | 75編     | 大賞 | 「北の神話」       | 青柳隼人   |
| 第4回（2017年） | 65編     | 大賞 | 「健やかな一日」   | 田辺典忠   |
| 第5回（2019年） | 48編     | 大賞 | 「月光の道」       | 花生典幸   |
| 第6回（2021年） | 103編    | 大賞 | 「北側の壁」       | 道田貴子   |
| 第7回（2023）   | 68編     | 大賞 | 「漆花に捧ぐ」     | 日野洋三   |